# Колгосп імені Чапаєва (футбольна команда)
«Колго́сп і́мені Чапа́єва» — радянська футбольна команда з Київської області (УРСР). Представляла колгосп імені Чапаєва з села Чапаєвки (нині село Благодатне Золотоніський район Черкаської області). Домашні матчі проводила на сільському стадіоні Благодатного, який вміщує 5000 глядачів. Перша сільська команда, яка взяла участь у кубку СРСР.

## Історія

### Створення клубу
Перші футбольні матчі в селі Богушковій Слободі, згодом перейменованій на Чапаєвку (сучасне село Благодатне), відбулися восени 1920 року, коли біля села був табір 25-ї Чапаєвської дивізії, бійці якої грали з місцевими жителями в футбол та інші ігри.
У 1929 році в селі було засновано колгосп імені Чапаєва. Згодом цей колгосп став показовим колгоспом-мільйонером, який мав бюджет у 1,3 мільйони карбованців і став витрачати значні кошти на соціально-культурний розвиток. У 1934 році при колгоспі була сформована футбольна команда. Перші матчі команда проводила на майданчику сільської школи
7 червня 1936 році команда отримала свій стадіон, на той час перший в СРСР обладнаний стадіон у сільській місцевості. Збудований зусиллями київських архітекторів та місцевого самоучки Пономаренка стадіон коштував колгоспу 112 тисяч карбованців, мав трибуни на 5 тисяч глядачів, ложу для почесних гостей та естраду для музичного супровіду. У матчі-відкритті в присутності 9 тисяч глядачів «Колгосп імені Чапаєва» зіграв 0:0 з командою Шевченківської МТС.
Тренером команди був призначений київський інструктор фізкультури Костянтин Будінов.

### Матч кубка СРСР

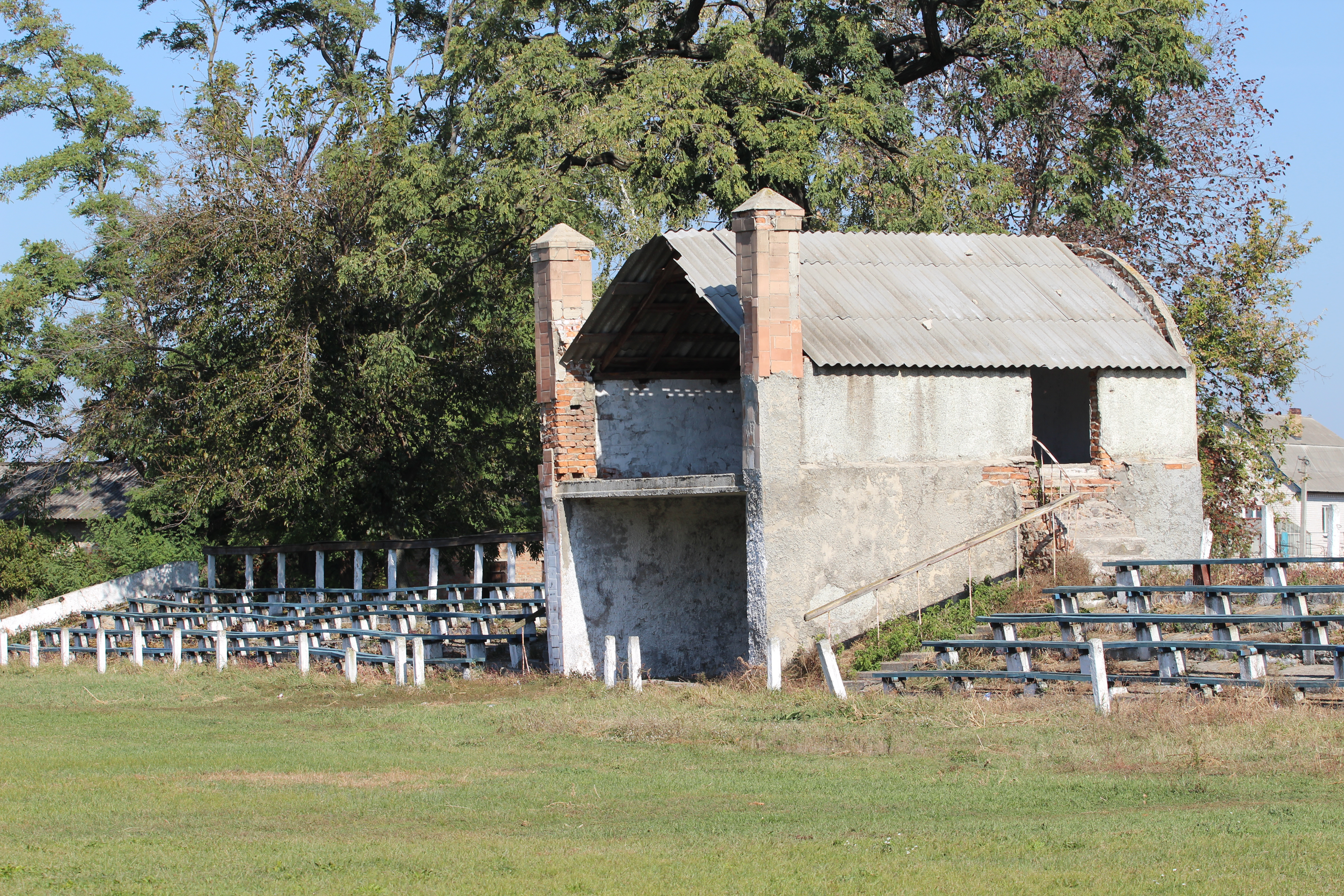
Сільський стадіон у Благодатному

«Колгосп імені Чапаєва» взяв участь у Кубку СРСР 1936 року. Перший і єдиний матч у Кубку команда провела 25 липня 1936 року вдома проти московського клубу «Серп і Молот», який представляв металургійний завод. Господарі програли 0:15.
З ідеологічних причин організатори кубка хотіли включити не лише команди робітничого класу, а й селянського. Однак лише показовий колгосп імені Чапаєва погодився оплатити прийом гостей та можливі виїзні матчі. Тож саме команда цього колгоспу і стала єдиною сільською командою в розіграші кубка 1936 року, а її зустріч з командою московських робітників стала першим офіційним спортивним протистоянням робітників і селян.
Цей кубковий матч, попри невисокий спортивний рівень, супроводжувався великим інтересом ЗМІ, в тому числі й центральних, які активно описували життя колгоспників Чапаєвки та футболістів. Від'їзд московської команди до Чапаєвки висвітлювався багатьма газетами, зокрема, «Красный спорт» взяв із цього приводу інтерв'ю в капітана москвичів, колишнього гравця збірної СРСР Федора Селіна. Останній зазначив, що команда має на меті виступити в Чапаєвці найсильнішим складом, показати колгоспникам технічно злагоджену гру та провести розбір гри з футболістами.
До матчу з москвичами готувалося все село. «Серп і Молот» зустріли тепло, з квітами та музикою. День матчу оголосили в селі вихідним. Вже за півгодини до матчу стадіон був ущерть заповнений, на матчі були присутні і колгоспники, і вболівальники з найближчих міст від Черкас до Гребінки, а в ложі для почесних гостей були голови колгоспів, секретарі райкомів партії та комсомолу.
Під звуки оркестру команди вийшли на поле, і о 19 годині розпочався матч. У матчі колгоспна команда не мала шансів на перемогу та програла 0:15 (0:9 після першого тайму). Після матчу суперники обмінялися привітаннями та відправилися на спільну урочисту вечерю. Після вечері голова колгоспу Клименко вручив кожному футболісту банку меду з колгоспної пасіки, а для футболістів був влаштований бенкет, що тривав до ранку.
Попри великий інтерес напередодні матчу, більшість газет не наважилися публікувати результат цього історичного матчу. Лише газета «Вечерняя Москва» опублікувала розгорнутий репортаж з Чапаєвки.

### Подальша історія
1936 року команда з Чапаєвки стала переможцем перших Всеукраїнських змагань серед сільських колективів фізкультури. Шефство над командою взяли гравці київського «Динамо», а тренером став О. Філоненко.
Коли в 1937 році створювалася збірна колгоспників України, саме «Колгосп імені Чапаєва» став базовою командою цієї збірної. Навесні 1937 року збірна колгоспників здобула право провести тренувальний збір в Одесі, де готувалося до чемпіонату київське «Динамо». Капітан киян Костянтин Щегоцький тоді взяв шефство над чапаєвськими гравцями. Збірна колгоспників провела міжнародний матч проти збірної французьких робітничих клубів, здобувши перемогу 2:1, втім, провідну роль у команді відігравали не чапаєвці, а два динамівці, які підсилили команду.
Того ж року і сам «Колгосп імені Чапаєва» провів міжнародний матч: 5 квітня в Одесі колгоспники приймали іспанську збірну моряків пароплавів. Чапаєвці перемогли з рахунком 6:2, серед авторів м'ячів за «Колгосп імені Чапаєва» були А. Рахель та Кременський.
У довоєнні роки команда постійно брала участь у місцевих змаганнях, а також проводила матчі з командами інших республік, зокрема Росії, Білорусі, Грузії, Молдавії.
1941 року команда була відзначена за високі спортивні досягнення на Всесоюзній сільськогосподарській виставці.
У Другій світовій війні загинула половина гравців команди, був зруйнований стадіон. 1946 року Чапаєвці вдалося відновити своє місце лідера сільської фізкультури, відновивши клуб, який того ж року став чемпіоном України серед колгоспних колективів, і п'ятитисячний стадіон. До 1970-х років команда виступала в змаганнях товариства «Колос». Після цього команда припинила своє існування.

## Склад команди
У складі команди виступали виключно колгоспники з села Чапаєвки (сучасне село Благодатне). У матчі кубка СРСР взяли участь:
1. Клименко
2. Крамаренко
3. Іванченко Г., 20 років
4. Романенко
5. Береза
6. Груцько
7. Ткаченко Данило, 20 років
8. Веремій
9. Філоненко
10. Донік
11. Білик Федір